# 樟木乡 (衡阳县)
樟木乡，是中华人民共和国湖南省衡陽市衡阳县下辖的一个乡镇级行政单位。

## 行政区划
樟木乡下辖以下地区：
樟木寺社区、培元村、里仁村、双衡村、七里村、仁爱村、曹田村、永升村、高城村、九渡村、新文村、衡岳村、竹园村、南塘村、河江村、西林村、吉兴村、塔兴村、云山殿村和伏下村。